# Fjodorowski rajon (Saratow)
Der Fjodorowski rajon (russisch Фёдоровский район) ist ein Rajon in der russischen Oblast Saratow. Das Verwaltungszentrum ist die Siedlung städtischen Typs Mokrous. Benannt ist der Rajon nach dem Dorf und früheren Verwaltungssitz Fjodorowka.

## Geographie

### Geographische Lage
Der Fjodorowski rajon liegt im südöstlichen Teil der Oblast Saratow, etwa 250 Kilometer östlich der Stadt Saratow. Der Rajon befindet sich östlich der Wolga in der Steppe am westlichen Ende der Kaspischen Senke. Im Nordosten des Rajons befindet sich dei Quelle des Großen Karaman, der den Rajon in westlicher Richtung zur Wolga durchquert.

### Nachbarrajons
| Marxowski rajon    | Marxowski rajon                             | Jerschowski rajon |
| Sowetski rajon     | Kompassrose, die auf Nachbargemeinden zeigt | Jerschowski rajon |
| Krasnokutski rajon | Piterski rajon                              | Jerschowski rajon |

## Gliederung
Der Rajon gliedert sich eine Stadtgemeinde und 14 Landgemeinden mit insgesamt 29 Ortschaften. Ein signifikanter Anteil der Bevölkerungs ist ukrainischer und kasachischer Herkunft. Die größten Siedlungen sind (Stand: 2006):
- Mokrous 6797 Einwohner (Verwaltungszentrum)
- Dolina (Долина) 1700 Einwohner
- Jeruslan (Еруслан) 1400 Einwohner
- Munino (Мунино) 1110 Einwohner
- Perwomaiskoje (Первомайское) 1.200 Einwohner
- Spartak (Спартак) 1.120 Einwohner

## Wirtschaft
Im Rajon befinden sich größere Vorkommen an Erdöl, welche bereits erkundet und erschlossen wurden.
Der Hauptwirtschaftszweig ist die Landwirtschaft, die sich auf den Anbau von Getreide und Sonnenblumen sowie die Milchwirtschaft konzentriert. Außerhalb dieser Branche existieren nur kleinere Unternehmen, zumeist aus dem Einzelhandelsbereich und der Lebensmittelverarbeitung.

## Sehenswürdigkeiten
In dem Ort Borisoglebowka befindet sich eine orthodoxe Kirche aus dem 19. Jahrhundert.